# ثيودور جيلارد هنت
ثيودور جيلارد هنت (بالإنجليزية: Theodore Gaillard Hunt)‏ هو محامي وقاضي وسياسي أمريكي، ولد في 23 أكتوبر 1805 في تشارلستون في الولايات المتحدة، وتوفي في 15 نوفمبر 1893 في نيو أورلينز في الولايات المتحدة. حزبياً، نشط في حزب اليمين. وقد انتخب عضو مجلس نواب لويزيانا وانتخب عضو مجلس النواب الأمريكي.